# Italie au Concours Eurovision de la chanson 1983
L'Italie a participé au Concours Eurovision de la chanson 1983 le 23 avril à Munich, Allemagne. C'est la 26e participation de l'Italie au Concours Eurovision de la chanson.
Le pays est représenté par le chanteur Riccardo Fogli et la chanson Per Lucia (en), sélectionnés en interne par la RAI.

## Sélection
Le radiodiffuseur italien, la Radiotelevisione Italiana (RAI, Radio-télévision italienne), choisit l'artiste et la chanson en interne pour représenter l'Italie au Concours Eurovision de la chanson 1983.
| Artiste        | Chanson        | Langue  | Traduction |
| -------------- | -------------- | ------- | ---------- |
| Riccardo Fogli | Per Lucia (en) | Italien | Pour Lucia |

Lors de cette sélection, c'est la chanson Per Lucia, interprétée par Riccardo Fogli, qui fut choisie pour représenter l'Italie à l'Eurovision 1983. 
Le chef d'orchestre sélectionné pour l'Italie à l'Eurovision 1983 est Maurizio Fabrizio.

## À l'Eurovision

### Points attribués par l'Italie
| 12 points | Luxembourg  |
| 10 points | France      |
| 8 points  | Suède       |
| 7 points  | Suisse      |
| 6 points  | Allemagne   |
| 5 points  | Autriche    |
| 4 points  | Pays-Bas    |
| 3 points  | Israël      |
| 2 points  | Royaume-Uni |
| 1 point   | Yougoslavie |

### Points attribués à l'Italie
| 12 points | 10 points | 8 points      | 7 points            | 6 points            |
| --------- | --------- | ------------- | ------------------- | ------------------- |
|           |           | - Yougoslavie | - France - Portugal | - Israël            |
| 5 points  | 4 points  | 3 points      | 2 points            | 1 point             |
|           | - Turquie | - Espagne     | - Grèce - Suède     | - Chypre - Finlande |

Riccardo Fogli interprète Per Lucia en cinquième position, suivant la Suède et précédant la Turquie. À la fin du vote, l'Italie termine 11e sur 20 pays, ayant reçu 41 points au total,.